# جائزة هولندا الكبرى 1976
جائزة هولندا الكبرى 1976 هو سباق فورمولا 1 أقيم بتاريخ 29 أغسطس 1976 في حلبة بارك زانتفورت، هولندا. كان الثاني عشر من أصل 16 في بطولة العالم لسباقات الفورمولا واحد موسم 1976. حلّ البريطاني جيمس هانت أولا بينما جاء السويسري كلاي ريجاتسوني في المركز الثاني وحصل على المركز الثالث الأمريكي ماريو أندريتي.